# عملیات حلقه
عملیات حلقه (به انگلیسی: Operation Ring)،(به روسی: Операция «Кольцо») اسم رمز عملیاتی است که از ۳۰ آوریل تا ۱۵ مه ۱۹۹۱ میلادی، نیروهای امنیت داخلی شوروی و وزارت امور داخلی جمهوری شوروی آذربایجان توسط اومون،لشکر چهارم شوروی و گروهان ۲۳ نیروهای زرهی، که مجهز به تانک، بالگردهای نظامی و توپخانه بودند به بهانه خلع سلاح کردن نیروهای فدایی ارمنی (گروهای داوطلب ارمنی) و چک کردن پاسپورت، به شهرهای شوشی، شاهومیان، هادروت، مارتاکرت و به ۲۴ روستا حمله کردند.
طی این حمله صدها غیرنظامی زخمی و کشته شدند و هزاران نفر از شهرها و روستاهای خود اخراج شدند. برخی از نویسندگان این اقدام مشترک شوروی و جمهوری سوسیالیستی شوروی آذربایجان را پاکسازی قومی نامیدند؛ که با نقص گسترده حقوق بشر همراه بوده‌است.

## تاریخ
قره باغ کوهستانی بخش‌های کاملاً ارمنی نشینی از نواحی شرق و جنوب منطقه، به ویژه منطقهٔ شاهومیان در دوران تاریخ متعلق به آرتساخ-قره باغ و جزئی از خاندان ملیک خاچن، ملیک‌های قره‌باغ بودند، نیز جدا و به حدود مرزی کشور آذربایجان شوروی متصل شدند.
از نیمه‌های ۱۹۸۰ میلادی زمزمه‌های اصلاحات جدید نه تنها در کل اتحاد جماهیر شوروی بلکه در ارمنستان و آرتساخ نیز موجب خیزش مردم شد. نمایندگانی از سوی مردم آرتساخ به مسکو رفتند و تقاضای خود را مبنی بر احیای حقوق و اختیارات خود در شورای مرکزی حزب کمونیست شوروی مطرح کردند. در مجموع با وجود کوشش‌های فراوان ارمنیان تغییری در وضعیت منطقه قره باغ تا پایان دهه ۱۹۸۰ میلادی پدید نیامد چرا که در اصل ۷۷ قانون اساسی شوروی مصوب ۷ اکتبر ۱۹۷۷ میلادی تصریح شده بود که سرزمین یک جمهوری متحده را بدون موافقت خود آن جمهوری نمی‌توان تغییر داد. با قدرت رسیدن میخائیل گورباچف در سال ۱۹۸۵ میلادی، ارمنیان درخواست‌های خود را دربارهٔ الحاق قره باغ به ارمنستان از سر گرفتند. نخستین اقدام مهم، ارسال نامه از طرف شخصیت‌های برجسته ارمنی خطاب به رهبران شوروی بود. در سپتامبر ۱۹۸۷ میلادی اتحاد برای حق تعیین سرنوشت به رهبری بارویر هایریکیان از فعالان ارمنی ضد کمونیست به عنوان نخستین حزب سازمان یافته نسل دوم (احزاب مقطع استقلال) شکل گرفت و برنامه خود را جدایی ارمنستان از اتحاد جماهیر شوروی و کسب استقلال سیاسی برای ارمنستان اعلام نمود. در حالی که رهبران شوروی توجهی به اقدامات و کوشش‌های ارمنیان نشان نمی‌دادند، اوضاع در استپاناکرت و ایروان رو به وخامت می‌گذاشت. در ۱۳ فوریه سال ۱۹۸۸ میلادی تظاهرات وسیعی در ایروان برپا شد که شعار اصلی تظاهرات کنندگان «یک خلق، یک جمهوری» بود.
در ۲۰ فوریه، نمایندگان مجلس مردمی منطقهٔ آرتساخ طی نشستی فوق‌العاده به صورت یکپارچه تصمیم گرفتند:
«با توجه به درخواست مردم آرتساخ از شورای مرکزی آذربایجان شوروی و ارمنستان تقاضا می‌شود با درک احساسات عمیق و حقوق پایمال شدهٔ مردم در طی سالیان گذشته جدایی از کشور آذربایجان شوروی و الحاق مجدد به کشور مادری، ارمنستان، تحقق بخشیده شود».
در تحولی مهم نمایندگان شورای قره باغ در ۱۲ ژوئن ۱۹۸۸ میلادی و پارلمان ارمنستان در ۱۵ ژوئن ۱۹۸۸ میلادی قره باغ را جزئی از جمهوری ارمنستان دانست. جمهوری ارمنستان این تصمیم را با استناد به ماده ۷۰ قانون اساسی اتحاد جماهیر شوروی اتخاذ نمود که حق خودمختاری ملت‌ها و الحاق داوطلبانه آن‌ها به هر کدام از جمهوری‌ها را مورد شناسایی قرار داده بود. واکنش جمهوری آذربایجان نیز رد تصمیم پارلمان ارمنستان بود.
عدم توجه جدی مسکو به ریشه اختلافات و بی اعتنایی به خواسته‌ها موجب وخامت بیش از بیش اوضاع شد. درگیری‌های پراکنده‌ای که میان ارمنیان و آذربایجانی‌ها در استپاناکرت در ژانویه ۱۹۸۸ میلادی آغاز شده بود به سرعت گسترش پیدا کرد. در سومقاییت و گنجه فاجعه‌ای خونین بر اهالی ارمنی به بار آمد که از آن تحت عنوان کشتار سومقاییت و قتل‌عام گنجه یاد می‌شود. مدت زیادی از حادثه گنجه و سومقاییت نگذشته بود که بارویر هایریکیان، رهبر اتحاد برای حق تعیین سرنوشت، کمیته‌ای را با اعضای ثابت ۱۱ نفره به نام (جبهه مردمی قره باغ) در مارس ۱۹۸۸ میلادی تأسیس کرد که هدف از ایجاد آن سازمان دادن به اعتراضات مردم قره باغ بود. این جبهه که اختصاراً کمیته قره باغ نامیده می‌شد، به سرعت قدرت گرفت و در صحنه مناقشه قره باغ حاضر شد.
در ماه اوت ۱۹۸۹ میلادی کمیته قره باغ برنامه‌ای را برای تشکیل جنبش ملی ارمنیان تدارک دید و نخستین جنبش ملی ارمنی نیز در ۴ تا ۶ نوامبر ۱۹۸۹ میلادی در ایروان با شرکت ۱۵۰۰ نماینده تشکیل شد. در این گردهمایی شورایی متشکل از ۳۷ نفر که کلیه اعضای کمیته قره باغ را نیز شامل می‌شد، به عنوان شورای مرکزی جنبش انتخاب گردید و اساسنامه جنبش به تصویب رسید. از مهم‌ترین اصول اساسنامه جنبش ملی ارمنیان مانند: «استقلال و حاکمیت ملی در ارمنستان، تأکید بر حفظ زبان و کلیسای حواری ارمنی، وحدت ملی و الحاق قره باغ به ارمنستان و تلاش برای شناسایی نسل‌کشی ارمنیان» بود. در اواسط ژوئیه ۱۹۸۹ میلادی، تشکل جدیدی با عنوان جبهه خلق آذربایجان به وجود آمد که افرادی چون اسکندر حمیدوف، ابوالفضل ایلچی بیگ، «اعتبار محمدوف» و چند تن دیگر از بنیان‌گذاران آن به‌شمار می‌رفتند. تظاهرات و اعتصابات گسترده‌ای را برای حاکمیت مستقیم جمهوری آذربایجان بر قره باغ برپا داشت. در چنین شرایطی بود که اوضاع منطقه از اوت ۱۹۸۹ میلادی رو به وخامت گذاشت.
طی سیزدهم الی نوزدهم ژانویهٔ ۱۹۹۰ میلادی، «جبههٔ ملی آذربایجان ماورای ارس»، با کسب اجازه از مسئولان مملکتی، کشتار اهالی ارمنی جمهوری آذربایجان را بار دیگر تدارک دیدند. کشتار ارمنیان باکو و مصادرهٔ اموال آن‌ها و دیگر اقدامات جمهوری آذربایجان در مقابل چشمان نیروهای دولتی، انتظامی و ارتش شوروی و بدون دخالت و ممانعت آنان صورت پذیرفت. در ۱۵ ژانویه ۱۹۹۰ میلادی میخائیل گورباچف با استناد به بند ۱۴ ماده ۱۱۹ قانون اساسی اتحاد شوروی، طی فرمانی در جمهوری آذربایجان و قره باغ وضعیت فوق‌العاده اعلام کند.
در پی این تحولات، حدود ۷ هزار نفر از نیروهای شوروی به فرماندهی «ژنرال ولادیسلاف سافانوف»، در قره باغ مستقر شده و اعضای شورای قره باغ بازداشت شدند. در حالی که قره باغ تحت کنترل نظامی ژنرال سافانوف و یک کادر اداری آذری بود، اما اعتراضات مردمی و اعتصابات و درگیری‌های پراکنده همچنان در منطقه ادامه داشت. در اوایل ۱۹۹۱ میلادی، نمایندگانی از سوی مجلس اروپا، روسیه و ارمنستان آمادگی خود را برای بازدید از مناطق مورد مناقشه اعلام کردند ولی مسئولان باکو مانع ورود آن‌ها به منطقه شدند.

## پاکسازی قومی

### حکم سکونت ساکنان جمهوری آذربایجان
در فوریهٔ ۱۹۹۱ میلادی، به دستور ایاز مطلب‌اف، حکم سکونت ساکنان جمهوری آذربایجان در آرتساخ صادر شد و از سوی دیگر شدت حملات آذربایجان به روستاهای آرتساخ و اسارت و انتقال اهالی آن به مناطق نامعلوم بیشتر شد. در طی ماه‌های آوریل و مه، نیروهای جمهوری آذربایجان با کمک نظامیان شوروی، منطقهٔ «گِتاشِن» [Getashen] و تمام نواحی آن را پس از کشتار و کوچاندن اهالی به تصرف خود درآوردند.
بر اساس حکم سکونت ساکنان جمهوری آذربایجان، نام‌های شهرها و روستاهای ارمنی به آذری تغییر نام داده شد.(استپاناکرت به خان‌کندی، مارتاکرت به آغ‌دره، مارتونی به خوجاوند و شهرهای دیگر) در ۱۴ ژانویه همان سال ریاست شورای عالی جمهوری آذربایجان به الحاق منطقه ارمنی‌نشین شاهومیان به منطقه آذری‌نشین («قاسم اسماعیلوفسکی» [Kasum-Ismailovsky] و ایجاد منطقه واحدی به نام گورانبوی) رأی داد. هدف باکو از این اقدام، تخلیه یکی دیگر از مناطق ارمنی‌نشین بود. در سال ۱۹۹۱ میلادی هشتاد و دو درصد سکنه بیست هزار نفری منطقه شاهومیان را ارمنیان تشکیل می‌دادند.

### عملیات حلقه
ایاز مطلب‌اف در مصاحبه‌ای اذعان کرده بود که طرح عملیات در اوایل سال ۱۹۸۹ میلادی پی ریزی شده بود. «ویکتور کریوپوسکوف» بعد از بازدید از قره باغ در سال ۱۹۹۰ میلادی می‌نویسد:در اوایل نوامبر ۱۹۹۰ میلادی یک گروه از مقامات جمهوری آذربایجان به مناطق شاهومیان و روستاهای اطراف آن بازدید کردند و در جلسه شورای عالی در فوریه ۱۹۹۱ میلادی تصمیم به اخراج ارمنی‌ها از آن مناطق گرفته شد. واحدی از شبه نظامی omon به نام «کلاه سیاه» که سربازان آن از نیروهای جمهوری آذربایجان تشکیل شده بود. مأموریت آنان اذیت و آزار و تخریب روستاهای ارمنی بود.
ارتش به این ادعا که اهالی روستا نیروهای داوطلب ارمنی را در خانه‌های خود پناه داده و با آنان همکاری می‌کنند؛ در ۳۰ آوریل نیروهای شوروی و شبه نظامیان با تانک، زره پوش و بالگرد به مارتوناشن و گتاشن حمله کردند. اتمام حجتی با بلندگو به ساکنان صادر شد که در عرض یک ساعت همه شهروندان روستا با ارائه گذرنامه شهروندی خود را به شوروی سوسیالیستی اثبات کنند. به بهانه نگهداری نیروهای داوطلب ارمنی در منازل از مردم روستا بازجویی و طی آن مورد ضرب و شتم قرار گرفتند. در زندان شهر شوشی زندانیان ارمنی مورد ضرب و شتم قرار گرفتند و بدون ارائه مدرکی آنان را زندانی و از حق داشتن وکیل محروم بودند و اجازه ملاقات با خانواده خود را نداشتند. در واقع هدف از سیاست اخراج ارمنی‌ها شکسته شدن مقاومت جنبش ملی ارمنیان برای الحاق قره باغ به ارمنستان بود. اخراج ارمنیان با مقیاس بزرگتری آغاز گردید که روستائیان را با بالگرد به استپاناکرت و بعد به ارمنستان نقل مکان دادند. بعد از خالی شدن روستا از سکنه ارمنی دولت جمهوری آذربایجان شهروندان خود را جایگزین آنان کرد.
در ۷ ماه مه، نیروهای جمهوری آذربایجان با تانک و زره پوش وارد شمال ارمنستان شهر ووسکپار شدند؛ به این ادعا که نیروهای فدایی ارمنی از داخل شهر ووسکپار برای حمله تدارک می‌بینند.
نیروهای شبه نظامی «کلاه سیاه» اقدام به بازداشت خودسرانه بیست نفر در شهر ووسکپار و حمله به یک اتوبوس حامل سی پلیس ارمنستان که یازده نفر آن کشته و بقیه دستگیر شدند و غارت روستاها بود.

### گروهای داوطلب ارمنی
تاتول کرپیان و سیمون آچیک گیوزیان برای دفاع از مردم روستاهای «مارتوناشن» و «گتاشن» در شهر شاهومیان یک گروه داوطلب ارمنی را تشکیل دادند. تاتول کرپیان در ۳۰ آوریل ۱۹۹۱ میلادی زمانی وارد گتاشن شد که نیروهای شبه نظامی جمهوری آذربایجان موسوم به «کلاه سیاه» اهالی روستا را به گروگان گرفته بودند و خانه‌های روستا تخریب و غارت شده بودند. این دو فرمانده در ۳۰ آوریل ۱۹۹۱ میلادی کشته شدند.

## نقض حقوق بشر
سازمان‌های حقوق بشر بارها از نقض جدی حقوق بشر و تخلف از قوانین حقوق بشری در طی عملیات توسط نیروهای شوروی و آذری را ثبت کرده‌اند. تبعید اجباری غیرنظامیان، قتل‌های غیرقانونی، شکنجه، آزار و اذیت، آدم‌ربایی، تجاوز به عنف و تخریب اموال را گزارش کردند. حدود ۱۷٬۰۰۰ نفر ارمنی از ۲۴ روستا و شهر شاهومیان اخراج شدند. بر اساس گزارش کمیته حقوق بشر ارمنی‌ها به زور و با تهدید در حین اخراج اسنادی را امضاء کردند به این منظور که خودشان به‌طور داوطلبانه روستاها و شهر را ترک کردند.
کنگره ایالات متحده آمریکا (۱۷ مه ۱۹۹۱) و پارلمان اروپا (۱۴ مارس ۱۹۹۱) با قطعنامه‌ای این اقدام شوروی و جمهوری آذربایجان را محکوم کردند.

## عواقب عملیات
در ۴ ژوئیه گورباچف پایان عملیات را اعلام نمود و به ادعای او منطقه بعد از عملیات به حالت موازنه درآمده‌است. به عقیده «مایکل کروسانت» در هر دو شرایط یعنی از نظر نظامی و استراتژیک این عملیات شکست خورده‌است. عملیات حلقه با حضور بالگردها، خودروهای نظامی و شبه نظامیان به بهانه خلع سلاح فدائیان ارمنی (گروهای داوطلب ارمنی)، آغاز شد ولی با کشته و زخمی شدن صدها غیرنظامی به پایان رسید. به عقیده «مایکل کروسانت» عملیات حلقه باعث بیشتر شدن شکاف قومی میان ارمنی‌ها و آذری‌های و به‌طور حقیقت مانع همزیستی مسالمت‌آمیز مردم منطقه شد. «توماس دوال» می‌نویسد:بدیهی است ایاز مطلب‌اف، گورباچف را متقاعد کرده بود، به این ادعا که یک ارتش قدرتمند موسوم به فدائیان ارمنی در منطقه وجود دارد، و برای برچیدن آن نیروها عملیات را به اجرا در بیاورد. گورباچف بعدها اعتراف کرد که اجرای عملیات یک حماقت بزرگ بود.

## آثار سینمایی
فیلم مستندی به نام «زخم‌های قره باغ» در سال ۱۹۹۴ میلادی توسط تسوتانا پاسکالوا روزنامه‌نگار بلغاری تهیه شد.
فیلم دیگری در ماه ژوئن ۲۰۰۶ میلادی، به نام «سرنوشت» با هزینه ۳٬۸ میلیون دلار گرانترین و اولین فیلم دربارهٔ جنگ قره باغ بود درست شد و در ایروان و استپاناکرت به نمایش درآمد.

## یادداشت
1. ↑  بیشتر سربازان از نیروهای جمهوری شوروی آذربایجان تشکیل شده بود
2. ↑  پس از فروپاشی شوروی بقایای این گروهان نظامی وارد ارتش جدید جمهوری آذربایجان گردید
3. ↑  علت عملیات چک کردن پاسپورت این بود که بعضی از سربازان داوطلب ارمنی در منطقه از کشورهای دیگر آمده بودند
4. ↑  در ۲۰۱۰ میلادی او مشاور سفیر روسیه در ارمنستان بود